# Shariff Aguak
Shariff Aguak is een gemeente in de Filipijnse provincie Maguindanao op het eiland Mindanao. Bij de laatste census in 2007 had de gemeente ruim 70 duizend inwoners.

## Geschiedenis
In 2009 werd de gemeente wat kleiner toen de gemeente Datu Hoffer Ampatuan ontstond uit een afsplitsing van Shariff Aguak en Datu Unsay. De vorming van deze nieuwe gemeente werd op 30 juli 2009 bekrachtigd middels een volksraadpleging.

## Geografie

### Bestuurlijke indeling
Shariff Aguak is onderverdeeld in de volgende 13 barangays:
| - Bagong - Bialong - Kuloy - Labu-labu - Lapok - Malingao - Poblacion | - Poblacion I - Poblacion II - Satan - Tapikan - Timbangan - Tina |

## Demografie
Shariff Aguak had bij de census van 2007 een inwoneraantal van 70.340 mensen. Dit zijn 20.809 mensen (42,0%) meer dan bij de vorige census van 2000. De gemiddelde jaarlijkse groei komt daarmee uit op 4,96%, hetgeen hoger is dan het landelijk jaarlijks gemiddelde over deze periode (2,04%). Vergeleken met de census van 1995 is het aantal mensen met 33.351 (90,2%) toegenomen.

De bevolkingsdichtheid van Shariff Aguak was ten tijde van de laatste census, met 70.340 inwoners op 392,7 km², 179,1 mensen per km².